# Jean-Jacques Heilmann

Fotografía de una garganta en Eaux-Chaudes, hacia 1855.

Jean-Jacques Heilmann (Mulhouse, 4 de septiembre de 1822  - Gelos, 23 de enero de 1859  ) fue un fotógrafo francés, que realizó la mayor parte de su obra en Pau entre 1852 y 1857 .

## Biografía
Era hijo de Josué Heilmann (1796-1848), fabricante de Mulhouse e inventor de mejoras en las máquinas de tejer.
Miembro fundador de la Sociedad Francesa de Fotografía (1854) y miembro asociado del Club Fotográfico de Gran Bretaña, expuso su obra en la Exposición Universal de París (1855). Formó parte del grupo de “Los fotógrafos primitivos de Pau", que fotografiaron las regiones de Pau, Béarn y los Pirineos, aunque ninguno era originario de esta zona. Realizó calotipos de gran refinamiento.
Abrió una imprenta fotográfica en Pau (1854), inspirada en la de Louis Désiré Blanquart-Evrard, e inventó un procedimiento para ampliar negativos.
Su hijo es el inventor Jean-Jacques Heilmann (1853-1922).
Colecciones de fotografías de la escuela de Pau :
1. Museo de Arte de Cleveland;[3]
2. Museo Pirenaico de Lourdes;[4]
3. Archivos departamentales de los Pirineos Atlánticos .